# BMW 6 (G32)

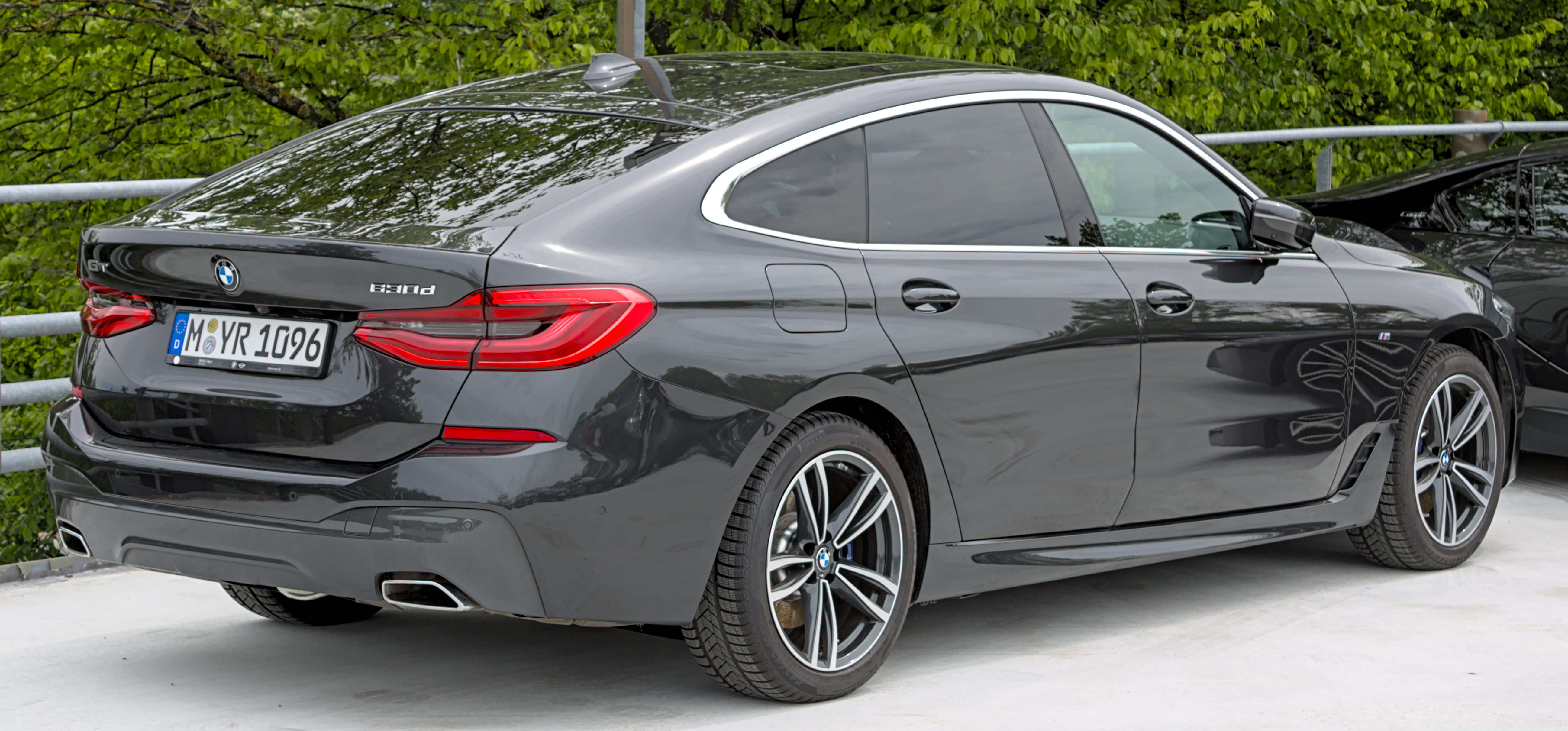
BMW 630d M Sport GT

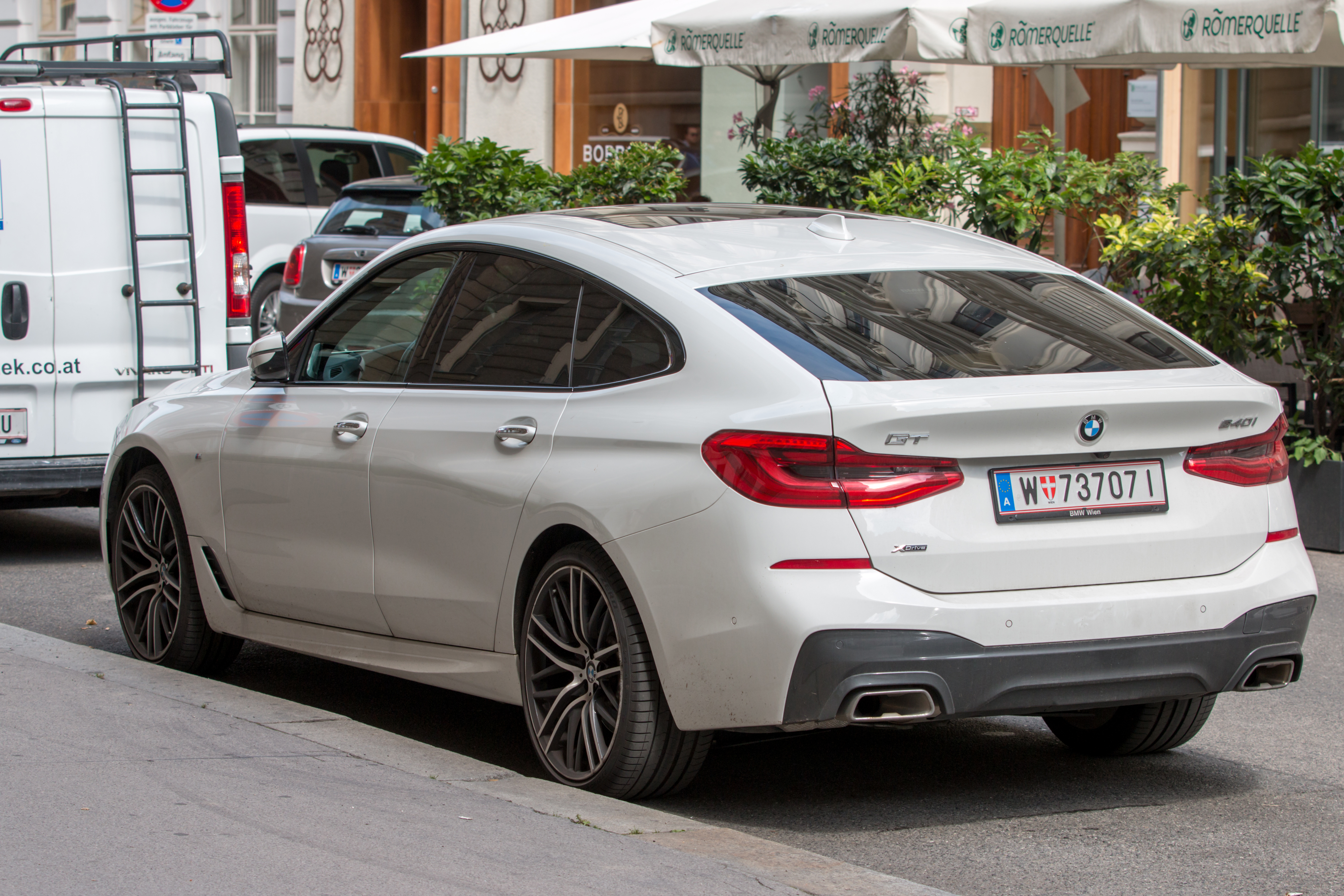
BMW 640i

BMW G32 — четвёртое поколение BMW 6. Начало выпуска — 2017 год.

## История
Производство автомобиля BMW G32 началось 14 июня 2017 года. Первый серийный вариант был представлен во Франкфурте в 2017 году.
От модели BMW F10 модель отличается длиной, удлинённой на 87 мм, высотой, уменьшенной на 21 мм, и массой, уменьшенной до 150 кг. Объём багажного отделения — 610 литров.
Компоновка полноприводная у всех моделей, кроме 620d. Двигатели — собственного производства, трансмиссии — ZF 8HP50Z (630i / 640i / 640i xDrive), ZF 8HP75Z (630d) и ZF 8HP75X (630d xDrive / 640d xDrive).
Краш-тест автомобиля оценён на 5 звёзд.
В 2017 году автомобиль получил премию EuroCar Body Award.

## Двигатели

### Бензиновые двигатели внутреннего сгорания
| Модель      | Годы производства | Двигатель                    | Мощность                                 | Крутящий момент              | Разгон до 100 км/ч (62 миль/ч) |
| ----------- | ----------------- | ---------------------------- | ---------------------------------------- | ---------------------------- | ------------------------------ |
| 630i        | С 2017            | BMW B48B20 (I4; турбонаддув) | 190 кВт (258 л. с.) при 5000—6500 об/мин | 400 Н*м при 1550—4400 об/мин | 6,3 сек.                       |
| 640i        | С 2017            | BMW B58B30 (I6; турбонаддув) | 250 кВт (340 л. с.) при 5500—6500 об/мин | 450 Н*м при 1380—5200 об/мин | 5,4 сек.                       |
| 640i xDrive | С 2017            | BMW B58B30 (I6; турбонаддув) | 250 кВт (340 л. с.) при 5500—6500 об/мин | 450 Н*м при 1380—5200 об/мин | 5,3 сек.                       |

### Дизельные двигателивнутреннего сгорания
| Модель      | Годы производства | Двигатель                    | Мощность                            | Крутящий момент              | Разгон до 100 км/ч (62 миль/ч) |
| ----------- | ----------------- | ---------------------------- | ----------------------------------- | ---------------------------- | ------------------------------ |
| 620d        | С 2018            | BMW B47D20 (I4; турбонаддув) | 140 кВт (190 л. с.) при 4000 об/мин | 400 Н*м при 1750—2500 об/мин | 7,9 сек.                       |
| 630d        | С 2017            | BMW B57D30 (I6; турбонаддув) | 195 кВт (265 л. с.) при 4000 об/мин | 620 Н*м при 2000—2500 об/мин | 6,1 сек.                       |
| 630d xDrive | С 2017            | BMW B57D30 (I6; турбонаддув) | 195 кВт (265 л. с.) при 4000 об/мин | 620 Н*м при 2000—2500 об/мин | 6 сек.                         |
| 640d xDrive | С 2017            | BMW B57D30 (I6; турбонаддув) | 235 кВт (320 л. с.) при 4400 об/мин | 680 Н*м при 1750—2250 об/мин | 5,3 сек.                       |